# Zephyranthes blumenavia
Zephyranthes blumenavia là một loài thực vật có hoa trong họ Amaryllidaceae. Loài này được (K.Koch & C.D.Bouché ex Carrière) Ravenna mô tả khoa học đầu tiên năm 2002.